# 兵庫県立柏原病院
兵庫県立柏原病院（ひょうごけんりつかいばらびょういん）は、兵庫県丹波市にあった医療機関。兵庫県が運営する病院であった。1953年に設置された結核療養所を端に発する。最近では丹波篠山市と丹波市で構成される丹波保健医療圏の中核病院の一つとして、一次救急から準三次救急までを引き受け、災害拠点病院、地域がん診療連携拠点病院の指定を受け、DMATチームを有していた。病院の基本理念は、「私たちは、医の倫理にもとづき、地域住民の健康に奉仕します。」であった。

## 沿革[1]
- 1953年 - 県立療養所柏原荘として設立。
- 1960年 - 兵庫県立柏原荘と改称。
- 1973年 - 兵庫県立柏原病院と改称。
- 1984年 - 総合病院の承認を受ける。
- 1996年 - 災害拠点病院の指定を受ける。
- 2002年4月1日 - 地方公営企業法全部適用。
- 2008年2月8日 - がん診療連携拠点病院の指定を受ける。
- 2019年6月30日 - 閉院[2]。
- 2019年7月1日 - 柏原赤十字病院と統合し兵庫県立丹波医療センターを発足。[3][4]

## 診療科等

### 診療科
- 内科
- 小児科
- 外科
- 整形外科
- 脳神経外科
- 泌尿器科
- 産婦人科
- 耳鼻咽喉科
- 眼科
- 皮膚科
- 東洋医学科
- 歯科
- リハビリテーション科
- 救急外来
- 放射線科

### 診療部門
- 看護部
- 薬剤部
- 検査・放射線部
- 栄養指導課

## 医療機関の指定等
- 保険医療機関
- 労災保険指定医療機関
- 指定自立支援医療機関（更生医療・育成医療）
- 身体障害者福祉法指定医の配置されている医療機関
- 生活保護法指定医療機関
- 戦傷病者特別援護法指定医療機関
- 原子爆弾被害者医療指定医療機関
- 母体保護法指定医の配置されている医療機関
- 災害拠点病院
- へき地医療拠点病院
- 臨床研修指定病院
- がん診療連携拠点病院
- DPC対象病院

## 交通アクセス
- JR西日本福知山線柏原駅下車、徒歩15分。